# Vuata Vatoa
Vuata Vatoa ist ein ringförmiges Korallenriff im Südosten des Lau-Archipels im Pazifischen Ozean. Politisch gehört es zur Eastern Division des Inselstaates Fidschi. 

## Geographie
Vuata Vatoa liegt nur rund 10 km südwestlich der Insel Vatoa, der zweitsüdlichsten bewohnten Landmasse Fidschis. Das atollartige Riff liegt komplett unter der Meeresoberfläche und weist eine Länge von 7,2 km sowie eine Breite von bis zu 4,1 km auf. Die vollständig von einem Saumriff umschlossene Lagune hat eine Fläche von rund 20 km². Wegen seiner geringen Entfernung zum benachbarten Vatoa – die beiden Saumriffe sind gar nur 2 km voneinander entfernt – stellt das Riff eine große Gefahr für die Seeschifffahrt dar. So verunglückten hier zahlreiche Schiffe, darunter 1825 die Oeno aus Nantucket, jenes Schiff, dem das Atoll Oeno in den Pitcairninseln seinen Namen verdankt.